# Nathan Coe
Nathan Martin Coe (* 1. Juni 1984 in Brisbane) ist ein australischer ehemaliger Fußballspieler. Der Torhüter, der in diverse australische Nachwuchsauswahlen berufen wurde, bestritt den Großteil seiner Profikarriere in Europa.

## Werdegang
Coe begann seine Profikarriere bei Inter Mailand, wo er jedoch nicht in der Serie A zum Einsatz kam. 2004 zog er zur PSV Eindhoven weiter, konnte sich hier aber genauso wenig durchsetzen und war hinter Gomes, Oscar Moens und Ruud Boffin nur vierter Torhüter.
Coe wechselte daher 2007 zum FC Kopenhagen in die dänische Superliga. Auch hier war er nur Ersatzmann hinter Jesper Christiansen und wurde 2008 vom neu verpflichteten Johan Wiland an die dritte Position verdrängt. In seinen ersten anderthalb Jahren in Dänemark kam er somit nur zu drei Ligaeinsätzen. Daher entschied der Klub, ihn ab März 2009 bis Ende Juni nach Schweden an Örgryte IS auszuleihen, da sich dort der Stammtorhüter Peter Abrahamsson verletzt hatte. Ab dem zweiten Spieltag hütete er in der Allsvenskan das Tor und kam zu fünf Ligaeinsätzen. Anfang Mai verletzte er sich jedoch an der Hand und fiel bis zur Sommerpause aus.
Im Oktober 2012 wurde Coe vom A-League-Klub Melbourne Victory verpflichtet und rückte direkt nach seiner Verpflichtung von Trainer Ange Postecoglou zum Stammtorhüter ernannt.
2001 nahm Coe mit der australischen U-17-Auswahl als Stammtorhüter an der U-17-WM in Trinidad und Tobago teil und erreichte mit dem Team das Viertelfinale. Zwei Jahre später gehörte er bei der U-20-WM 2003 ebenfalls zum Stammpersonal und gelangte ins Achtelfinale. Coe gehörte 2011 als Ersatztorhüter hinter Mark Schwarzer zum australischen Aufgebot bei der Asienmeisterschaft in Katar. In einem Vorbereitungsspiel kam er dabei am 5. Januar 2011 gegen die Vereinigten Arabischen Emirate zu seinem Länderspieldebüt.